# Osiedle Leśne (Brzeg Dolny)
Osiedle Leśne – część miasta Brzeg Dolny w Polsce, w województwie dolnośląskim, w powiecie wołowskim. Położona jest w rejonie ulicy Henryka Sienkiewicza, na północ od centrum Brzegu Dolnego. 